# 野口恭佑
野口 恭佑（のぐち きょうすけ、2000年7月17日 - ）は、長崎県雲仙市出身のプロ野球選手（外野手）。右投右打。阪神タイガース所属。

## 経歴

### プロ入り前
雲仙市立千々石第一小学校1年生から千々石アドバンスでソフトボールを始める。雲仙市立千々石中学校時代は軟式野球部に所属。当時の中学軟式野球部には部員が7名程度しかおらず、チーム事情で捕手、投手、三塁手など複数のポジションを経験した。
創成館高等学校では1年秋から外野手としてベンチ入り。2年秋の第48回明治神宮野球大会で準優勝。3年春の選抜大会では10打数7安打を記録してベスト8入りに貢献。準々決勝の智辯和歌山高等学校戦では5安打3打点を記録するも、チームは延長10回裏に黒川史陽からサヨナラ打を打たれ敗退。3年夏の選手権大会では初戦の創志学園高等学校戦で西純矢と対戦して2打数2三振に抑えられ、チームも西の前に16三振完封負けを喫した。1学年上に水上恒司（俳優）、同学年に川原陸がいる。
九州産業大学では1年春からベンチ入り。2年冬には第1回アジア大学選手権の日本代表候補選考合宿に参加した。4年春にはベストナインを獲得。リーグ通算打率.314、3本塁打。3学年上に福森耀真、石田駿、2学年上に岩田将貴、児玉亮涼、同学年に渡辺翔太、中村貴浩がいる。
2022年のドラフト会議で阪神タイガースから育成1位指名を受け、支度金200万円、年俸300万円（金額はいずれも推定）で仮契約を結んだ。背番号は121。このドラフトでは同学年の渡辺も東北楽天ゴールデンイーグルスから3位指名、中村も広島東洋カープから育成2位指名を受けた。

### 阪神時代
2023年シーズンは二軍のウエスタン・リーグに67試合出場し、打率.303、6本塁打、18打点の好成績を残した。これを受け、契約更改日であった11月14日に支配下登録された。新たな背番号は97。契約金1000万円、年俸420万円（金額はいずれも推定）。オフには台湾で行われるアジア・ウィンター・リーグに派遣された。
2024年、開幕は二軍となったが打率.308と結果を残し、6月28日に初の一軍昇格を果たした。7月7日の対横浜DeNAベイスターズ戦（阪神甲子園球場）で5回無死一塁の場面で西純矢の代打で出場し、アンソニー・ケイから通算6打席目でプロ初安打、続く6回一死満塁の第2打席で京山将弥から犠飛でプロ初打点を記録した。同月10日の対東京ヤクルトスワローズ戦（阪神甲子園球場）では「6番・右翼手」でプロ初先発出場。4回二死二塁の打席で奥川恭伸からプロ初の適時打を放つなど、2打点と活躍したが、8月21日時点では26試合に出場して、打率.189、5打点と低迷し、同日に出場選手登録を抹消。その後の同シーズンの一軍出場はなく、シーズンを終えた。オフの11月20日に280万円増となる推定年俸700万円で契約を更改した。

## 選手としての特徴
ミート力と長打力を兼ね備えた打撃が持ち味の右打者。遠投100m、50m6秒0。

## 詳細情報

### 年度別打撃成績
| 年 度     | 球 団     | 試 合 | 打 席 | 打 数 | 得 点 | 安 打 | 二 塁 打 | 三 塁 打 | 本 塁 打 | 塁 打 | 打 点 | 盗 塁 | 盗 塁 死 | 犠 打 | 犠 飛 | 四 球 | 敬 遠 | 死 球 | 三 振 | 併 殺 打 | 打 率 | 出 塁 率 | 長 打 率 | O P S |
| --------- | --------- | ----- | ----- | ----- | ----- | ----- | -------- | -------- | -------- | ----- | ----- | ----- | -------- | ----- | ----- | ----- | ----- | ----- | ----- | -------- | ----- | -------- | -------- | ----- |
| 2024      | 阪神      | 26    | 61    | 53    | 6     | 10    | 0        | 0        | 0        | 10    | 5     | 0     | 0        | 0     | 1     | 5     | 0     | 2     | 12    | 1        | .189  | .279     | .189     | .467  |
| 通算：1年 | 通算：1年 | 26    | 61    | 53    | 6     | 10    | 0        | 0        | 0        | 10    | 5     | 0     | 0        | 0     | 1     | 5     | 0     | 2     | 12    | 1        | .189  | .279     | .189     | .467  |

- 2024年度シーズン終了時

### 年度別守備成績
| 年 度 | 球 団 | 外野  | 外野  | 外野  | 外野  | 外野  | 外野     |
| 年 度 | 球 団 | 試 合 | 刺 殺 | 補 殺 | 失 策 | 併 殺 | 守 備 率 |
| ----- | ----- | ----- | ----- | ----- | ----- | ----- | -------- |
| 2024  | 阪神  | 16    | 25    | 3     | 0     | 1     | 1.000    |
| 通算  | 通算  | 16    | 25    | 3     | 0     | 1     | 1.000    |

- 2024年度シーズン終了時

### 記録
初記録
- 初出場・初打席：2024年6月29日、対東京ヤクルトスワローズ10回戦（明治神宮野球場）、5回表に浜地真澄の代打で出場、奥川恭伸から死球[27]
- 初安打：2024年7月7日、対横浜DeNAベイスターズ13回戦（阪神甲子園球場）、5回裏に西純矢の代打で出場、アンソニー・ケイから右前安打[19]
- 初打点：同上、6回裏に京山将弥から中犠飛[20]
- 初先発出場：2024年7月10日、対東京ヤクルトスワローズ13回戦（阪神甲子園球場）、「6番・右翼手」で先発出場[21]

### 背番号
- 121（2023年）
- 97（2024年 - ）

### 登場曲
- 「Talk that Talk」TWICE（2023年）※奇数打席
- 「The Feels」TWICE（2023年）※偶数打席
- 「Feel Special」TWICE（2024年）※奇数打席
- 「Hare Hare」TWICE（2024年）※偶数打席
- 「Strategy」TWICE（2025年 - ）※奇数打席
- 「NEW LOOK」MISAMO（2025年 - ）※偶数打席